# Antiquarium

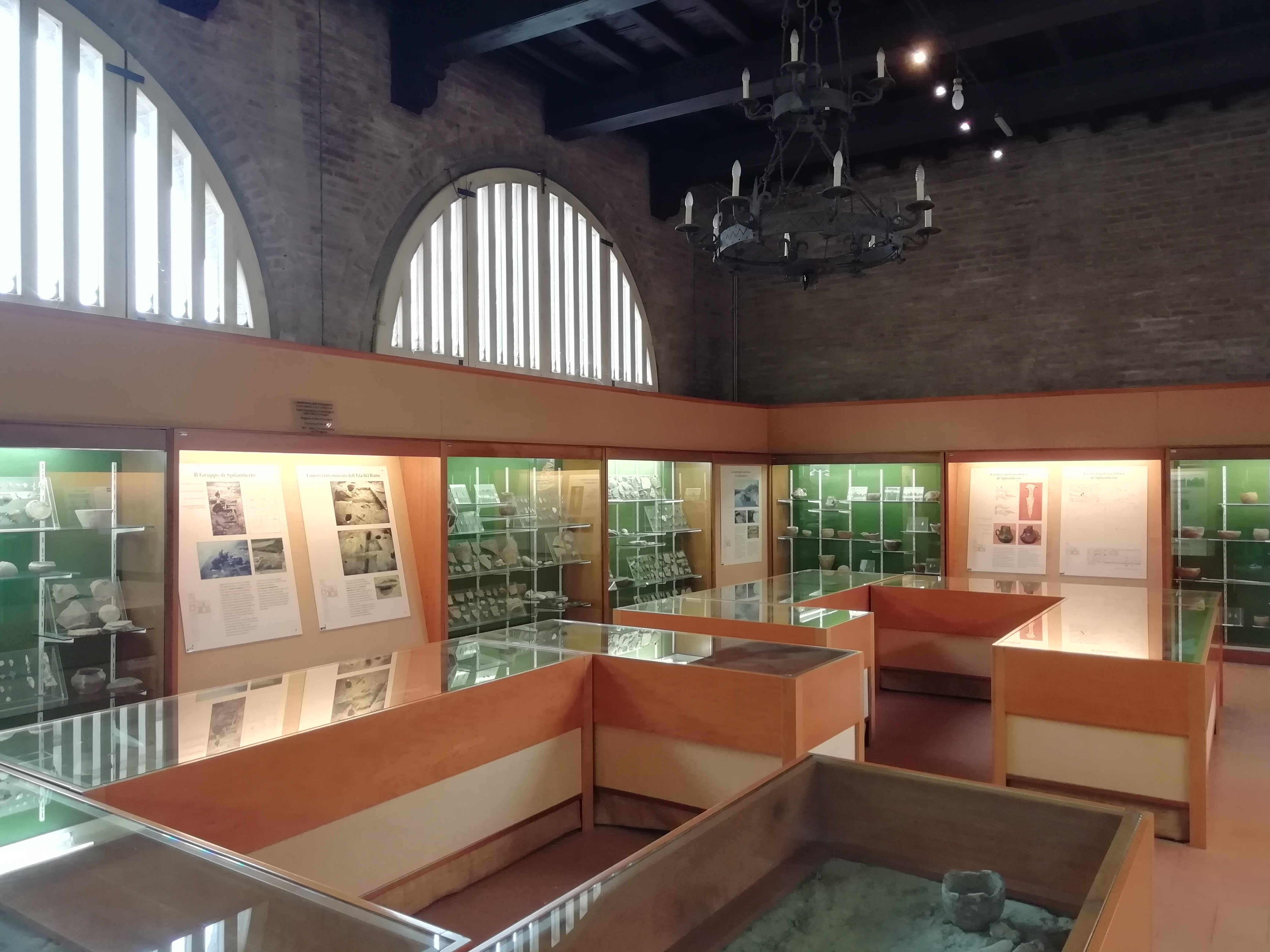
L'antiquarium di Spilamberto, nel torrione medievale

L'antiquarium (plurale antiquaria) è una struttura di tipo museale che sorge per via provvisoria in relazione a siti archeologici di una certa rilevanza. La loro funzione è transitoria, in quanto permettono di ospitare i reperti più importanti rinvenuti sul posto e consentirne la fruibilità in attesa della loro definitiva catalogazione ed esposizione nei musei a cui sono destinati per l'esposizione definitiva. Tuttavia oggi l'antiquarium ha avuto uno sviluppo proprio e sempre più si sta valutando l'ipotesi di rendere gli antiquaria delle strutture stabili, a causa della nuova propensione al "museo diffuso", che permette di vedere i reperti in relazione con il loro luogo di rinvenimento. Infine per antiquarium si tende a definire per convenzione anche il museo archeologico, questa struttura però non ne condivide funzione e significato.

## Elenco di antiquaria in Italia

### Campania
- Antiquarium di Ariano Irpino
- Antiquarium di Pompei

### Emilia-Romagna
- Antiquarium di Spilamberto

### Lazio

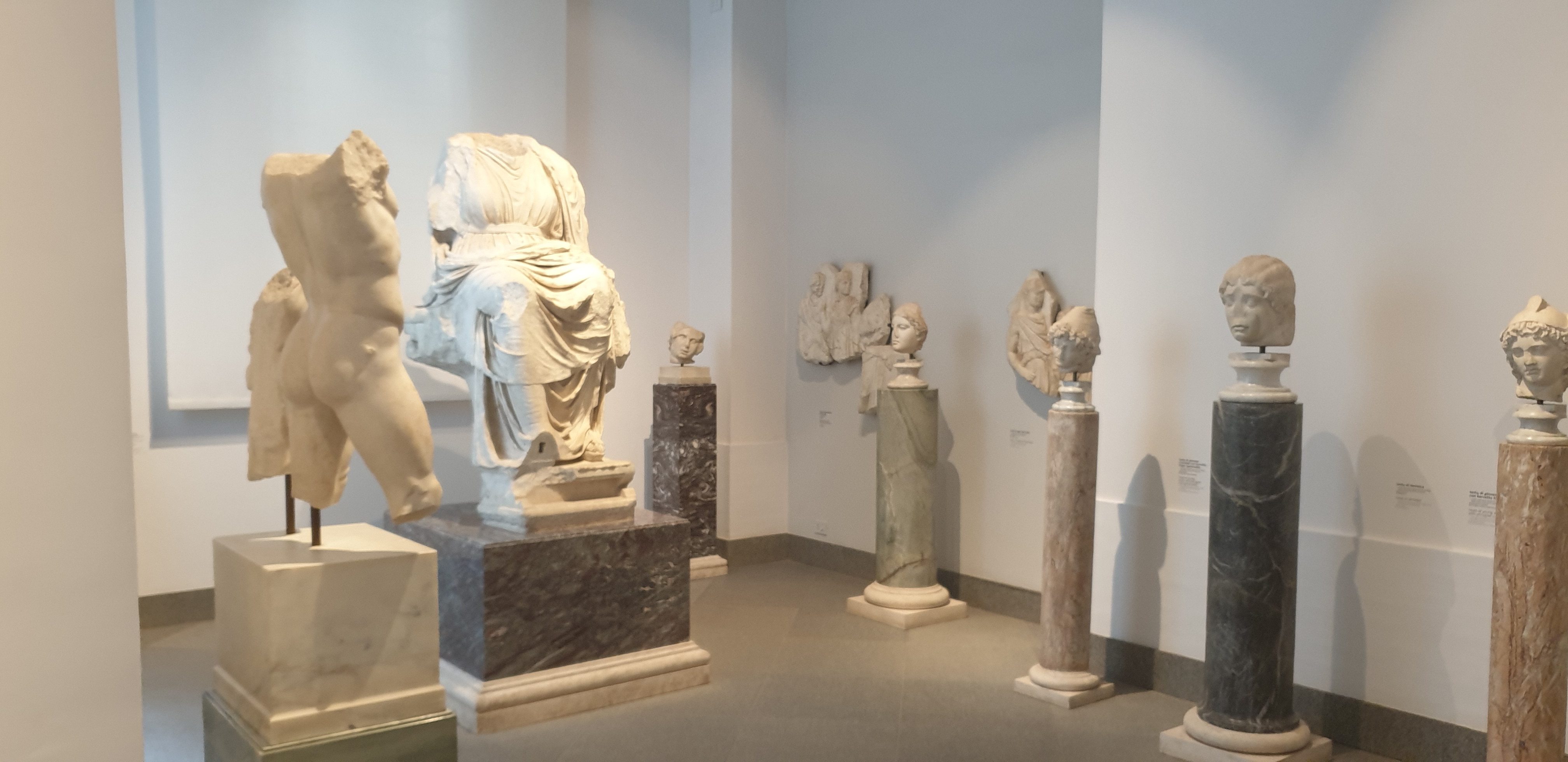
Interno dell'Antiquarium del Palatino

- Antiquarium del Palatino
- Antiquarium Forense
- Antiquarium comunale del Celio
- Antiquarium di Lucus Feroniae
- Antiquarium di Minturnae

### Liguria

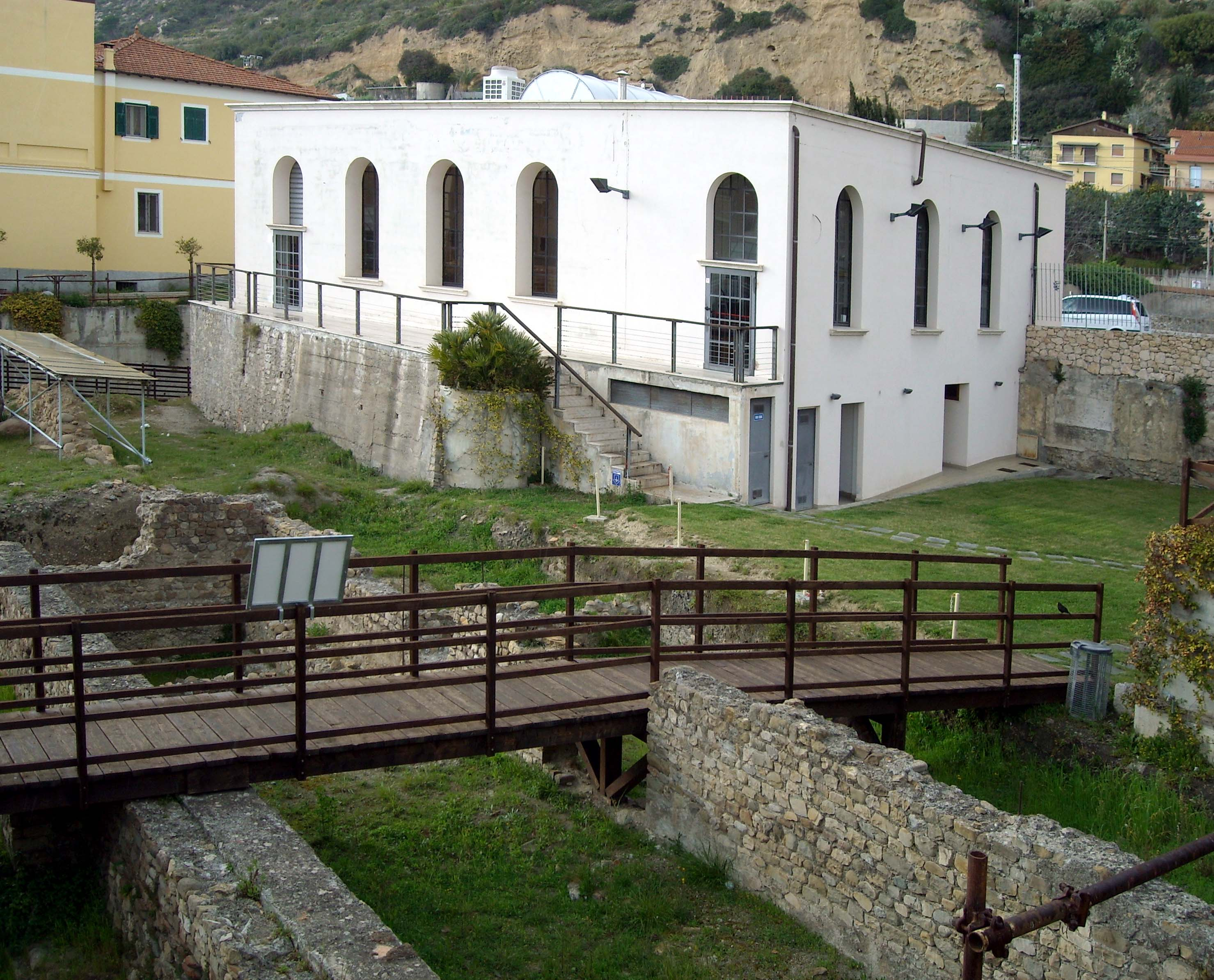
L'Antiquarium di Ventimiglia

- Antiquarium di Ventimiglia

### Lombardia
- Antiquarium di Castelseprio

### Marche
- Antiquarium Pitinum Mergens
- Antiquarium statale di Numana

### Piemonte
- Antiquarium di Gravellona Toce[1]

### Puglia
- Antiquarium di Canne[2]
- Antiquarium del parco archeologico di San Leucio

### Sardegna
- Antiquarium Turritano

### Sicilia
- Antiquarium di Butera

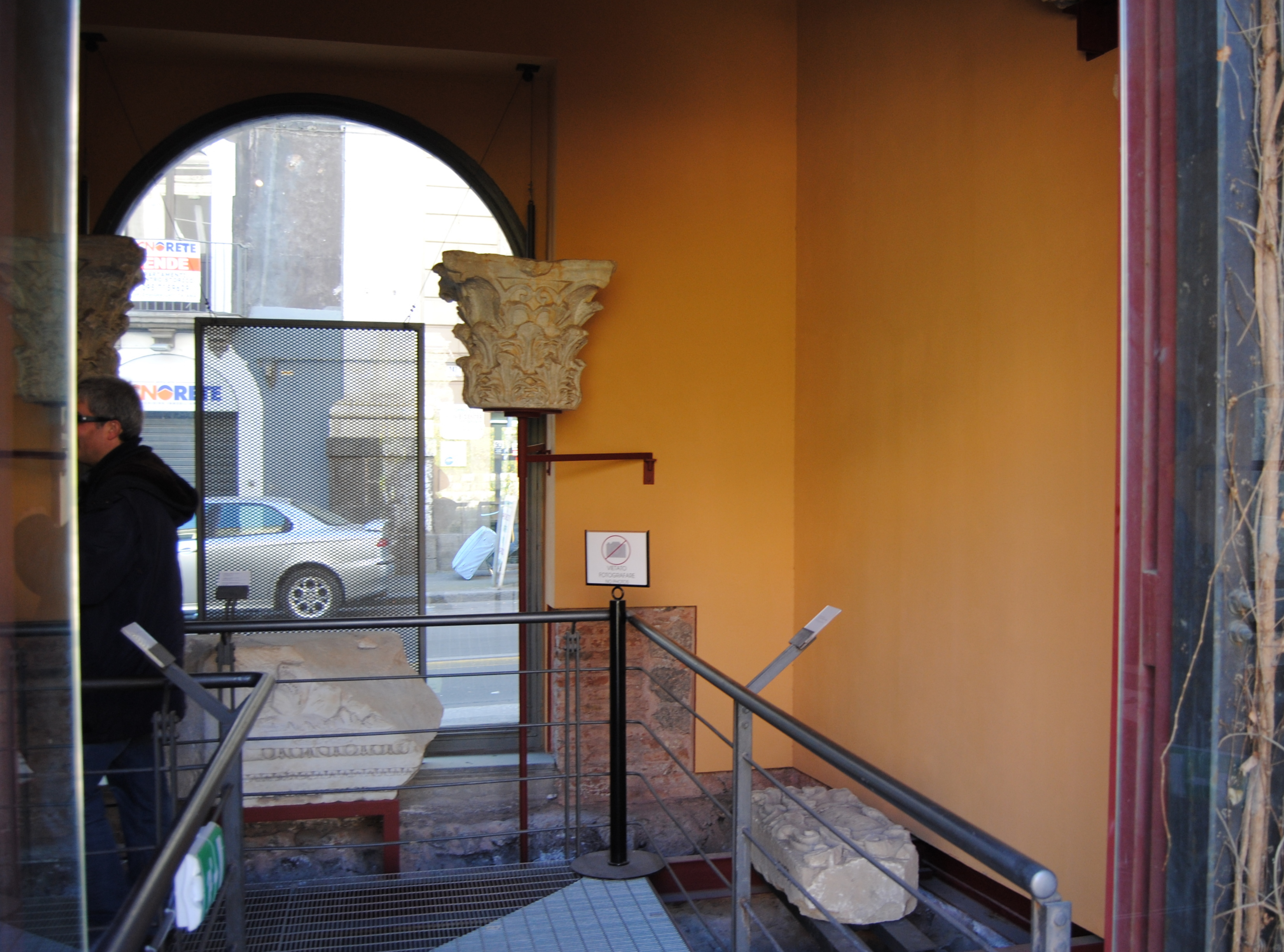
L'Antiquarium regionale del Teatro romano nel parco archeologico di Catania

- Antiquarium di Monte Kronio - Stufe di San Calogero
- Antiquarium documentario di Monte Adranone
- Antiquarium iconografico
- Antiquarium di Santa Venera al Pozzo
- Antiquarium regionale del Teatro romano
- Antiquarium di Eraclea Minoa
- Antiquarium di Sabucina